# Erland Ellingsen
Erland Ellingsen (27 settembre 1900 – 17 gennaio 1973) è stato un calciatore norvegese, di ruolo attaccante.

## Carriera

### Club
Ellingsen vestì la maglia del Drafn.

### Nazionale
Disputò una partita per la Norvegia. Il 23 agosto 1922, infatti, fu in campo in occasione del pareggio a reti inviolate contro la Svezia.